# Leie
För andra betydelser, se Leie (olika betydelser).

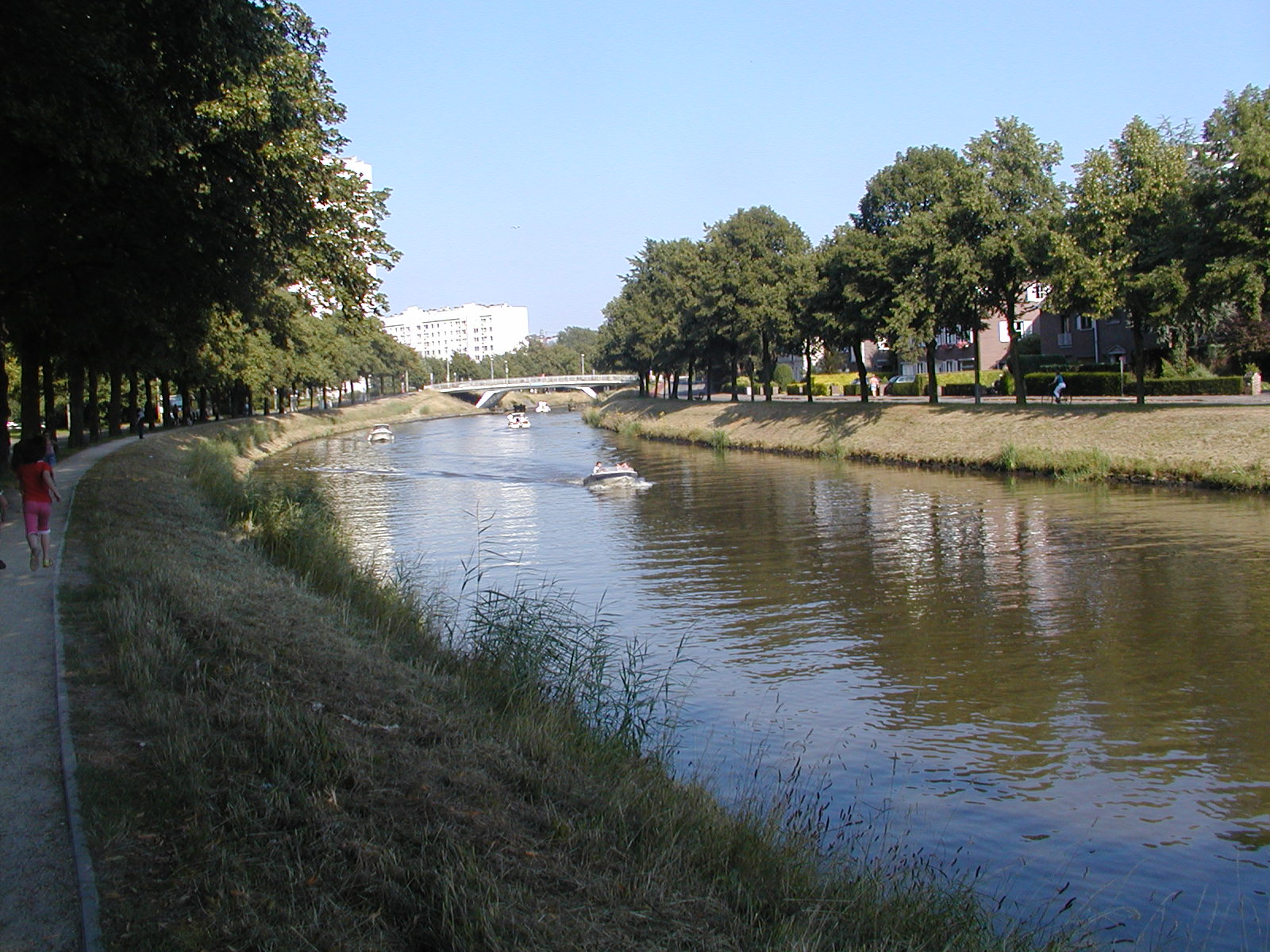
Leie/Lys i Gent.

Leie (nederl.) eller Lys (fr.) är en flod som rinner i den norra delen av Frankrike och in i Belgien. Den är över 200 kilometer lång och ansluter till Schelde i Gent.